# Saison 2019 du Fighting Irish de Notre Dame
Chronologie
Précédent Suivant
La Saison 2019 du Fighting Irish de Notre Dame est le bilan de l'équipe de football américain du Fighting Irish de Notre Dame qui représente l'Université Notre-Dame-du-Lac dans le championnat 2018 de Division 1 (anciennement I-A) du Football Bowl Subdivision (FBS) organisé par la NCAA et ce en tant qu'équipe indépendante.
Elle joue ses matchs à domicile au Notre Dame Stadium et est dirigée pour la dixième saison consécutive par l'entraîneur principal Brian Kelly.

## L'avant-saison

### Saison 2018
L'équipe de 2018 termine la saison régulière avec un bilan de 12 victoires sans défaites.
Classés no 3 de la nation, ils sont sélectionnés par le comité du College Football Playoffs à participer à la demi-finale du CFP qui les oppose à l'occasion du Cotton Bowl Classic 2018 aux Tigers de Clemson. Ils perdent le match 3 à 30 ce qui met un terme à leur saison.

### Draft NFL 2019
Les joueurs suivants de Notre Dame ont été sélectionnés lors de la draft 2019 de la NFL :
| Tours | Choix numéro | Joueurs              | Postes | Équipes                       |
| ----- | ------------ | -------------------- | ------ | ----------------------------- |
| 1     | 28           | Jerry Tillery        | DT     | Chargers de Los Angeles       |
| 3     | 93           | Miles Boykin (en)    | WR     | Ravens de Baltimore           |
| 4     | 108          | Julian Love          | CB     | Giants de New York            |
| 4     | 130          | Drue Tranquill (en)  | LB     | Chargers de Los Angeles       |
| 6     | 194          | Dexter Williams (en) | RB     | Packers de Green Bay          |
| 7     | 231          | Alizé Mack (en)      | TE     | Saints de La Nouvelle-Orléans |

### Transferts sortants
- QB Brandon Wimbush (en) (gradué transféré chez les Knights de l'UCF)
- WR Miles Boykin (en) (voir la draft)
- TE Alize Mack (en) (voir la draft)
- OL Luke Jones (transféré chez les Razorbacks de l'Arkansas)
- DT Micah Dew-Treadway (gradué transféré chez les Golden Gophers du Minnesota)
- LB D.J. Morgan (transféré chez les Huskies du Connecticut)
- CB Julian Love (voir la draft)
- DB Noah Boykin (transféré chez les Minutemen de l'UMass)
- DB Devin Studstill (transféré chez les Bulls de South Florida)
- LB Drue Tranquill (en) (voir la draft)
- LB Te'von Coney (en) (signé par les Raiders d'Oakland)
- DT Jerry Tillery (voir la draft)
- S Derrik Allen (transféré chez les Yellow Jackets de Georgia Tech)
- P Tyler Newsome (signé par les Chargers de Los Angeles)
- K Justin Yoon (gradué)

### Classe de recrutement
Brian Kelly reçoit 22 engagements :

### Changements d'entraîneurs
Departs
Autry Denson, l'ancien entraîneur des running backs des Fighting Irish a accepté le poste d'entraîneur principal chez les Buccaneers de Charleston Southern.
Arrivées
Lance Taylor est engagé pour remplacer Denson comme entraîneur des running backs . Taylor avait auparavant été entraîneur des wide receivers chez les Panthers de la caroline en NFL et entraîneur des running backs chez les Cardinal de Stanford.

## Programme de la saison 2019
| Dates        | Adversaires    | Stades                                              | TV   |
| ------------ | -------------- | --------------------------------------------------- | ---- |
| 2 septembre  | @ Louisville   | Cardinal Stadium, Louisville, KY                    | ESPN |
| 14 septembre | New Mexico     | Notre Dame Stadium, Notre Dame, IN                  | NBC  |
| 21 septembre | @ Georgia      | Sanford Stadium, Athens, GA                         |      |
| 28 septembre | Virginia       | Notre Dame Stadium, Notre Dame, IN                  | NBC  |
| 5 octobrere  | Bowling Green  | Notre Dame Stadium, Notre Dame, IN (Legends Trophy) | NBC  |
| 12 octobre   | USC            | Notre Dame Stadium, Notre Dame, IN                  | NBC  |
| 26 octobre   | @ Michigan     | Michigan Stadium, Ann Arbor, MI                     |      |
| 2 novembre   | Virginia Tech  | Notre Dame Stadium, Notre Dame, IN                  | NBC  |
| 9 novembre   | @ Duke         | Wallace Wade Stadium, Durham, NC                    |      |
| 16 novembre  | Navy           | Notre Dame Stadium, Notre Dame, IN (Rivalité)       | NBC  |
| 23 novembre  | Boston College | Notre Dame Stadium, Notre Dame, IN                  | NBC  |
| 30 novembre  | @ Stanford     | Stanford Stadium, Stanford, CA                      |      |

Le programme 2019 a été officiellement divulgué le 2 mars 2017.

## L'Équipe

### L'encadrement
| Noms               | Postes                                                                  | Saisons à Notre Dame | Alma Mater (Année)          |
| ------------------ | ----------------------------------------------------------------------- | -------------------- | --------------------------- |
| Brian Kelly        | Entraîneur principal                                                    | 10e                  | Assumption (en) (1982)      |
| Mike Elston        | Assistant de l'entraîneur principal et entraîneur de la ligne défensive | 10e                  | Michigan (1998)             |
| Brian Polian (en)  | Coordinateur des équipes spéciales/ coordinateur du recrutement         | 8e                   | John Carroll (1997)         |
| Jeff Quinn (en)    | Entraîneur de la ligne offensive                                        | 5e                   | Elmhurst (en) (1984)        |
| Clark Lea          | Coordinateur défensif et entraîneur des linebackers                     | 3e                   | Vanderbilt (2004)           |
| Chip Long (en)     | Coordinateur offensif/Entraîneur des tight-ends                         | 3e                   | Alabama du Nord (en) (2005) |
| Lance Taylor       | Entraîneur des running backs                                            | 1re                  | Alabama (2003)              |
| Todd Lyght (en)    | Entraîneur des defensive backs                                          | 4e                   | Notre-Dame (1991)           |
| Del Alexander (en) | Entraîneur des wide receivers                                           | 3e                   | USC (1995)                  |
| Terry Joseph       | Entraîneur de la défense contre la passe et des safeties                | 2e                   | Northwestern State (1996)   |
| Tom Rees (en)      | Entraîneur des quarterbacks                                             | 3e                   | Notre-Dame (2013)           |
| Matt Balis         | Directeur de la performance                                             | 3e                   | Northern Illinois (1996)    |
| Bill Rees          | Directeur du scouting                                                   | 3e                   | Ohio Wesleyan (1976)        |
| Clay Bignell       | Assistant de la défense                                                 | 4e                   | Montana State (2011)        |
| Tyler Plantz       | Analyste des équipes spéciales                                          | 5e                   | Notre-Dame (2014)           |
| Jake Flint         | Co-Directeur de la force et du conditionnement                          | 10e                  | Central Michigan (2007)     |
| Robert Stiner      | Assistant du directeur de la force et du conditionnement                | 2e                   | Belhaven (en) (2008)        |
| David Grimes       | Assistant entraîneur de la force et du conditionnement                  | 9e                   | Notre-Dame (2009)           |

## Les résultats
| Semaines | Dates        | Stades                                                   | Adversaires      | Résultats        | Statistiques     | Ranking AP/Coaches/CFP | Assistances      |
| -------- | ------------ | -------------------------------------------------------- | ---------------- | ---------------- | ---------------- | ---------------------- | ---------------- |
| 1        | 2 septembre  | Cardinal Stadium • Louisville, KY                        | @ Louisville     | G : 17 - 35      | 1 - 0            | # 9 / # 9 / NP         | 58 187           |
| 2        | 14 septembre | Notre Dame Stadium • South Bend, IN                      | New Mexico       | G : 14 - 66      | 2 - 0            | # 8 / # 8 / NP         | 77 622           |
| 3        | 21 septembre | Sanford Stadium • Athens, GA                             | @ Georgia        | P : 17 - 23      | 2 - 1            | # 7 / # 7 / NP         | 93 246           |
| 4        | 28 septembre | Notre Dame Stadium • South Bend, IN                      | Virginia         | G : 35 - 20      | 3 - 1            | # 10 / # 10 / NP       | 77 622           |
| 5        | 5 octobre    | Notre Dame Stadium • South Bend, IN                      | Bowling Green    | G : 52 - 0       | 4 - 1            | # 9 / #10 / NP         | 77 622           |
| 6        | 12 octobre   | Notre Dame Stadium • South Bend, IN (Jeweled Shillelagh) | USC              | G : 30 - 27      | 5 - 1            | #9 / #10 / NP          | 77 622           |
| 8        | 19 octobre   | Semaine de repos                                         | Semaine de repos | Semaine de repos | Semaine de repos | Semaine de repos       | Semaine de repos |
| 7        | 26 octobre   | Michigan Stadium • Ann Arbor, MI (rivalité)              | @ Michigan       | P : 14 - 45      | 5 - 2            | #8 / #7 / NP           | 77 622           |
| 8        | 2 novembre   | Notre Dame Stadium • South Bend, IN                      | Virginia Tech    | G : 21 - 20      | 6 - 2            | #16 / #16 / NP         | 101 909          |
| 9        | 9 novembre   | Wallace Wade Stadium • Durham, NC                        | @ Duke           | G : 38 - 07      | 7 - 2            | #15 / #15 / #15        | 40 004           |
| 10       | 16 novembre  | Notre Dame Stadium • South Bend, IN (Trophée Rip Miller) | Navy             | G : 52 - 20      | 8 - 2            | #16 / #16 / #16        | 74 080           |
| 11       | 23 novembre  | Notre Dame Stadium • South Bend, IN (Holy War)           | Boston College   | G : 40- 07       | 9 - 2            | #15 / #15 / #16        | 71 827           |
| 12       | 30 novembre  | Stanford Stadium • Stanford, CA (Legends Trophy)         | @ Stanford       | G : 45- 24       | 10 - 2           | #15 / #15 / #16        | 37 391           |

| Match                                                                                               | Date             | Stade                                   | Adversaire | Résultat  | Statistique | Classements AP/Coaches/CFP | Assistance |
| Camping World Bowl 2019                                                                             | 28 décembre 2019 | Camping World Stadium, Orlando, Floride | Iowa State | G, 33 - 9 | 11 - 2      | ? / ? / NE                 | 46 948     |
| Bilan de la saison : 11 victoires, 2 défaites                                                       |                  |                                         |            |           |             |                            |            |
| # x indique les classements AP (Associated Press)/Coach'es/CFP de l'équipe avant le début du match. |                  |                                         |            |           |             |                            |            |

## Résumés des matchs
| Données | Résultat |    |    |    |       |
| - Stade : Notre Dame Stadium, South Bend, IN - Date : 12 octobre 2019 - Heures : 19 h 30 locales - Température : 11 °C - Vent : de sud à 21 km/h - Météo : clair et doux r and Cooling - Assistance : 77 662 - Arbitre : Michael Mothershed | \| Quart-temps : \| 1 \| 2 \| 3 \| 4 \| Total \| \| ----------------------------------- \| - \| -- \| -- \| -- \| ----- \| \| Trojans d'USC \| 3 \| 0 \| 10 \| 14 \| 27 \| \| #9(AP) Fighting Irish de Notre Dame \| 0 \| 17 \| 3 \| 10 \| 30 \| - Historique rivalité : 46–36–5 (Jeweled Shillelagh) - Date du dernier match de rivalité : 24 novembre 2018 - Résultat de la dernière rencontre : G, 24-17 - Statistiques complètes, [ Résumé vidéo] |    |    |    |       |
| Quart-temps : | 1 | 2  | 3  | 4  | Total |
| Trojans d'USC | 3 | 0  | 10 | 14 | 27    |
| #9(AP) Fighting Irish de Notre Dame | 0 | 17 | 3  | 10 | 30    |

| - Date : 19 octobre 2019 |

| Données | Résultat |    |   |    |       |
| - Stade : Michigan Stadium, Ann Arbor, MI - Date : 26 octobre 2019 - Heures : 19 h 44 locales - Température : 4 °C - Vent : SE de 10 à 32 km/h - Météo : Pluie - Assistance : 111 909 - Arbitre : John O'Neill | \| Quart-temps : \| 1 \| 2 \| 3 \| 4 \| Total \| \| ----------------------------------- \| - \| -- \| - \| -- \| ----- \| \| #8(AP) Fighting Irish de Notre Dame \| 0 \| 0 \| 7 \| 7 \| 14 \| \| #19(AP) Wolverines du Michigan \| 3 \| 14 \| 7 \| 21 \| 45 \| - Historique rivalité : 17-24-1 - Date du dernier match de rivalité : 1er septembre 2018 - Résultat de la dernière rencontre : Victoire, 24 - 17 - Statistiques complètes |    |   |    |       |
| Quart-temps : | 1 | 2  | 3 | 4  | Total |
| #8(AP) Fighting Irish de Notre Dame | 0 | 0  | 7 | 7  | 14    |
| #19(AP) Wolverines du Michigan | 3 | 14 | 7 | 21 | 45    |

| Données | Résultat |   |   |   |       |
| - Stade : Notre Dame Stadium, South Bend, IN - Date : 2 novembre 2019 - Heures : 14 h 41 locales - Température : 5 °C - Vent : SE de 10 à 32 km/h - Météo : Couvert - Assistance : 77 622 - Arbitre : Jeff Heaser | \| Quart-temps : \| 1 \| 2 \| 3 \| 4 \| Total \| \| ------------------------------------ \| - \| - \| - \| - \| ----- \| \| Hokies de Virginia Tech \| 7 \| 7 \| 3 \| 3 \| 20 \| \| #16(AP) Fighting Irish de Notre Dame \| 7 \| 7 \| 0 \| 7 \| 21 \| - Historique rivalité : 1-1 - Date du dernier match de rivalité : 6 octobre 2018 - Résultat de la dernière rencontre : Victoire, 45 - 23 - Statistiques complètes |   |   |   |       |
| Quart-temps : | 1 | 2 | 3 | 4 | Total |
| Hokies de Virginia Tech | 7 | 7 | 3 | 3 | 20    |
| #16(AP) Fighting Irish de Notre Dame | 7 | 7 | 0 | 7 | 21    |

| Données | Résultat |   |   |    |       |
| - Stade : Wallace Wade Stadium, Durham, Caroline du Nord - Date : 9 novembre 2019 - Heures : 19 h 30 locales - Température : 2 °C - Vent : calme - Météo : Froid mais clair - Assistance : 40 004 - Arbitre : Duane Heydt | \| Quart-temps : \| 1 \| 2 \| 3 \| 4 \| Total \| \| ------------------------------------- \| -- \| - \| - \| -- \| ----- \| \| #15(CFP) Fighting Irish de Notre Dame \| 14 \| 7 \| 7 \| 10 \| 38 \| \| Blue Devils de Duke \| 0 \| 7 \| 0 \| 0 \| 7 \| - Historique rivalité : 3-2 - Date du dernier match de rivalité : 24 septembre 2016 - Résultat de la dernière rencontre : Défaite, 35 - 38 - Statistiques complètes, Résumé vidéo |   |   |    |       |
| Quart-temps : | 1 | 2 | 3 | 4  | Total |
| #15(CFP) Fighting Irish de Notre Dame | 14 | 7 | 7 | 10 | 38    |
| Blue Devils de Duke | 0 | 7 | 0 | 0  | 7     |

| Données | Résultat |    |   |    |       |
| - Stade : Notre Dame Stadium, South Bend, IN - Date : 16 novembre 2019 - Heures : 14 h 42 locales - Température : 3 °C - Vent : E de 13 km/h - Météo : Clair - Assistance : 74 080 - Arbitre : Charles Lambertina | \| Quart-temps : \| 1 \| 2 \| 3 \| 4 \| Total \| \| ------------------------------------- \| -- \| -- \| - \| -- \| ----- \| \| #23(CFP) Midshipmen de la Navy \| 0 \| 3 \| 7 \| 10 \| 20 \| \| #16(CFP) Fighting Irish de Notre Dame \| 14 \| 24 \| 7 \| 7 \| 52 \| - Historique rivalité (Rip Miller Trophy): 76-13-1 - Date du dernier match de rivalité : 27 octobre 2018 - Résultat de la dernière rencontre : Victoire, 44 - 22 - Statistiques complètes |    |   |    |       |
| Quart-temps : | 1 | 2  | 3 | 4  | Total |
| #23(CFP) Midshipmen de la Navy | 0 | 3  | 7 | 10 | 20    |
| #16(CFP) Fighting Irish de Notre Dame | 14 | 24 | 7 | 7  | 52    |

| Données | Résultat |    |    |   |       |
| - Stade : Notre Dame Stadium, South Bend, IN - Date : 23 novembre 2019 - Heures : 14 h 41 locales - Température : 2 °C - Vent : Ouest de 11 km/h - Météo : risque de pluie et de neige - Assistance : 71 827 - Arbitre : Stuart Mullins | \| Quart-temps : \| 1 \| 2 \| 3 \| 4 \| Total \| \| ------------------------------------- \| - \| -- \| -- \| - \| ----- \| \| Eagles de Boston College \| 0 \| 7 \| 0 \| 0 \| 7 \| \| #16(CFP) Fighting Irish de Notre Dame \| 3 \| 13 \| 17 \| 7 \| 40 \| - Historique rivalité : 14-9 - Date du dernier match de rivalité : 16 septembre 2017 - Résultat de la dernière rencontre : Victoire, 49 - 20 - Statistiques complètes |    |    |   |       |
| Quart-temps : | 1 | 2  | 3  | 4 | Total |
| Eagles de Boston College | 0 | 7  | 0  | 0 | 7     |
| #16(CFP) Fighting Irish de Notre Dame | 3 | 13 | 17 | 7 | 40    |

| Données | Résultat |    |   |    |       |
| - Stade : Stanford Stadium, Palo Alto, Californie - Date : 30 novembre 2019 - Heures : 13 h 4 locales - Température : 9 °C - Vent : SE de 32 km/h - Météo : Averses et nuages - Assistance : 37 391 - Arbitre : Gary Patterson | \| Quart-temps : \| 1 \| 2 \| 3 \| 4 \| Total \| \| ------------------------------------- \| -- \| -- \| - \| -- \| ----- \| \| #16(CFP) Fighting Irish de Notre Dame \| 7 \| 14 \| 7 \| 17 \| 45 \| \| Cardinal de Stanford \| 10 \| 7 \| 0 \| 7 \| 24 \| - Historique rivalité : 19-13 - Date du dernier match de rivalité : 29 septembre 2018 - Résultat de la dernière rencontre : Victoire, 38 - 17 - Statistiques complètes |    |   |    |       |
| Quart-temps : | 1 | 2  | 3 | 4  | Total |
| #16(CFP) Fighting Irish de Notre Dame | 7 | 14 | 7 | 17 | 45    |
| Cardinal de Stanford | 10 | 7  | 0 | 7  | 24    |

## Classement de la conférence
| Classement 2019 provisoire (3e journée) des Indépendants |                              |    |    |   |                                                              |               |
| Places                                                   | Équipes                      | G  | P  | N | Bowls                                                        | Stat. Finales |
| 1                                                        | Fighting Irish de Notre Dame | 10 | 2  | 0 | Camping World Bowl 2019, victoire 33-9 contre les Iowa State | 11 - 02       |
| 2                                                        | Flames de Liberty            | 7  | 5  | 0 | Cure Bowl 2019, victoire 23-16 contre Georgia Southern       | 08 - 05       |
| 3                                                        | Cougars de BYU               | 7  | 5  | 0 | Hawaii Bowl 2019, défaite 34-38 contre Hawaï                 | 07 - 06       |
| 4                                                        | Black Knights de l'Army      | 5  | 7  | 0 | non                                                          | 05 - 07       |
| 5                                                        | Aggies de New Mexico State   | 2  | 10 | 0 | non                                                          | 02 - 10       |
| 6                                                        | Minutemen d'UMass            | 1  | 11 | 0 | non                                                          | 01 - 11       |

## Rankings 2019
| 2019 | Semaines | Semaines | Semaines | Semaines | Semaines | Semaines | Semaines | Semaines | Semaines | Semaines | Semaines | Semaines | Semaines | Semaines | Semaines | Semaines | Semaines | Semaines |
| --- | -------- | -------- | -------- | -------- | -------- | -------- | -------- | -------- | -------- | -------- | -------- | -------- | -------- | -------- | -------- | -------- | -------- | -------- |
| Polls | Pré.     | 1        | 2        | 3        | 4        | 5        | 6        | 7        | 8        | 9        | 10       | 11       | 12       | 13       | 14       | Final*   |          |          |
| AP | 9        | 8        | 7        | 7        | 10       | 9        | 9        | 8        | 8        | 16       | 15       | 16       | 15       | 15       | 14       |          |          |          |
| Coaches | 9        | 8        | 7        | 7        | 10       | 10       | 10       | 8        | 7        | 16       | 15       | 16       | 15       | 15       | 14       |          |          |          |
| C.F.P | NE       | NE       | NE       | NE       | NE       | NE       | NE       | NE       | NE       | NE       | 15       | 16       | 16       | 16       | 15       | NE       |          |          |
| Légende : NE signifie que le classement n'est PAS PUBLIÉ - - NC signifie que l'équipe est NON CLASSÉE dans le top 25 des divers classements # indique le ranking de l'équipe AVANT le match de la semaine - - * classement final APRES l'éventuel Bowl ou les matchs du CFP |          |          |          |          |          |          |          |          |          |          |          |          |          |          |          |          |          |          |